# League of Legends Mid-Season Invitational
Das League of Legends Mid-Season Invitational (kurz MSI) ist ein alljährlich stattfindendes E-Sport-Turnier, das von Riot Games – dem Spieleentwickler von League of Legends – veranstaltet wird. League of Legends ist ein Computerspiel aus dem MOBA-Genre, in dem zwei Teams, bestehend aus je fünf Spielern, gegeneinander antreten.
Das Turnier wurde erstmals 2015 ausgetragen und findet im April/Mai an wechselnden Austragungsorten statt. Rekordsieger ist das chinesische Team Royal Never Give Up mit drei Turniersiegen.

## Geschichte
Teilnahmeberechtigt sind die Sieger des Spring Splits (Frühlingssaison) der nationalen bzw. kontinentalen Ligen. 2023 nahmen erstmals auch die Zweitplatzierten aus den erfolgreichsten Regionen teil. 
Seit 2017 besteht das Turnier-Preisgeld nicht nur aus einem garantierten Basis-Preisgeld, sondern wird zusätzlich durch einen Anteil vom Verkauf spezieller Items im Spiel League of Legends aufgestockt. Die genaue Höhe dieses Bonuspreisgeldes wird jedoch seit 2019 durch Riot Games nicht mehr veröffentlicht, sodass nur das garantierte Basis-Preisgeld bekannt ist.
2020 fiel das MSI aufgrund der globalen COVID-19-Pandemie aus. Stattdessen veranstaltete Riot Games das Online-Turnier Mid-Season Cup mit den jeweils vier besten Teams der LCK (Südkorea) und der LPL (China). Aufgrund der Nähe zwischen Südkorea und China sowie der Internetinfrastruktur beider Länder, kann Riot die Latenz für alle Spieler auf einen Ping von zwischen 30 und 40 Millisekunden regulieren und dadurch Fairness schaffen. Das chinesische Team Top Esports setzte sich im Finale erfolgreich mit 3:1 gegen den amtierenden Weltmeister FunPlus Phoenix durch. 
2021 fand sowohl das MSI als auch später im Jahr die Weltmeisterschaft ohne Publikum in Island statt. Die qualifizierten Vertreter Vietnams (GAM Esports) konnten dabei pandemiebedingt nicht antreten. 2022 spielte das siegreiche chinesische Team Royal Never Give Up ebenfalls pandemiebedingt von China aus; ähnlich wie schon beim Mid-Season Cup 2020 mit kontrolliertem Ping.
2022 und auch 2023 nahmen in Folge des Russischen Überfalls auf die Ukraine keine Vertreter aus der GUS-Region am Turnier teil.

## Übersicht
| Jahr | Austragungsort(e)                                | Preisgeld                                        | Anzahl Teilnehmer                                | Turniersieger sowie MVP                          |                                                  | 2. Platz                                         | 3./4. Platz                                      | 5./6. Platz                         |
| ---- | ------------------------------------------------ | ------------------------------------------------ | ------------------------------------------------ | ------------------------------------------------ | ------------------------------------------------ | ------------------------------------------------ | ------------------------------------------------ | ----------------------------------- |
| 2015 | Tallahassee                                      | 200.000 $                                        | 6                                                | Edward Gaming Ming „Clearlove“ Kai               | 3 : 2                                            | SK Telecom T1                                    | Fnatic ahq e-Sports Club                         | Team SoloMid Beşiktaş e-Sports Club |
| 2016 | Shanghai                                         | 450.000 $                                        | 6                                                | SK Telecom T1 (1) Lee „Faker“ Sang-hyeok         | 3 : 0                                            | Counter Logic Gaming                             | Flash Wolves Royal Never Give Up                 | G2 Esports SuperMassive eSports     |
| 2017 | São Paulo / Rio de Janeiro                       | ~ 1.690.000 $                                    | 13                                               | SK Telecom T1 (2) Lee „Wolf“ Jae-wan             | 3 : 1                                            | G2 Esports                                       | Flash Wolves Team WE                             | Team SoloMid Gigabyte Marines       |
| 2018 | Berlin / Paris                                   | ~ 1.370.000 $                                    | 14                                               | Royal Never Give Up (1) Jian „Uzi“ Zi-Hao        | 3 : 1                                            | Kingzone DragonX                                 | Flash Wolves Fnatic                              | Team Liquid EVOS Esports            |
| 2019 | Ho-Chi-Minh-Stadt / Hanoi / Taipei               | mind. 1.000.000 $                                | 13                                               | G2 Esports Rasmus „Caps“ Winther                 | 3 : 0                                            | Team Liquid                                      | SK Telecom T1 Invictus Gaming                    | Flash Wolves Phong Vu Buffalo       |
| 2020 | nicht ausgetragen aufgrund der COVID-19-Pandemie | nicht ausgetragen aufgrund der COVID-19-Pandemie | nicht ausgetragen aufgrund der COVID-19-Pandemie | nicht ausgetragen aufgrund der COVID-19-Pandemie | nicht ausgetragen aufgrund der COVID-19-Pandemie | nicht ausgetragen aufgrund der COVID-19-Pandemie | nicht ausgetragen aufgrund der COVID-19-Pandemie |                                     |
| 2021 | Reykjavík                                        | mind. 250.000 $                                  | 11                                               | Royal Never Give Up (2) Chen „GALA“ Wei          | 3 : 2                                            | DAMWON Gaming                                    | MAD Lions PSG Talon                              | Cloud9 Pentanet.GG                  |
| 2022 | Busan                                            | mind. 250.000 $                                  | 11                                               | Royal Never Give Up (3) Yan „Wei“ Yang-Wei       | 3 : 2                                            | T1                                               | Evil Geniuses G2 Esports                         | PSG Talon Saigon Buffalo            |
| 2023 | London                                           | mind. 250.000 $                                  | 13                                               | JD Gaming Zhuo „Knight“ Ding                     | 3 : 1                                            | Bilibili Gaming                                  | T1 Gen.G Esports                                 | Cloud9 G2 Esports                   |
| 2024 | Chengdu                                          | mind. 250.000 $                                  | 12                                               | Gen.G Esports (1) Son „Lehends“ Si-woo           | 3 : 1                                            | Bilibili Gaming                                  | T1 G2 Esports                                    | Team Liquid Top Esports             |
| 2025 | Vancouver                                        | 2.000.000 $                                      | 10                                               | Gen.G Esports (2) Jeong „Chovy“ Ji-hoon          | 3 : 2                                            | T1                                               | Anyone's Legend Bilibili Gaming                  | FlyQuest CTBC Flying Oyster         |
| 2026 | Korea Sud                                        |                                                  | 10                                               |                                                  |                                                  |                                                  |                                                  |                                     |

## Rekorde
Stand: nach 2024
Meiste Teilnahmen (Team)
- 7:  SK Telecom T1 (bzw. T1)
- 6:  G2 Esports

Meiste Teilnahmen (Spieler)
- 7:  Lee Sang-hyeok (Faker)

Meiste Turniersiege (Team)
- 3:  Royal Never Give Up
- 2:  SK Telecom T1 (bzw. T1)

Meiste Turniersiege (Spieler)
- 3:  Li Yuan-Hao (Xiaohu)
- 3:  Shi Sen-Ming (Ming)

## Galerie

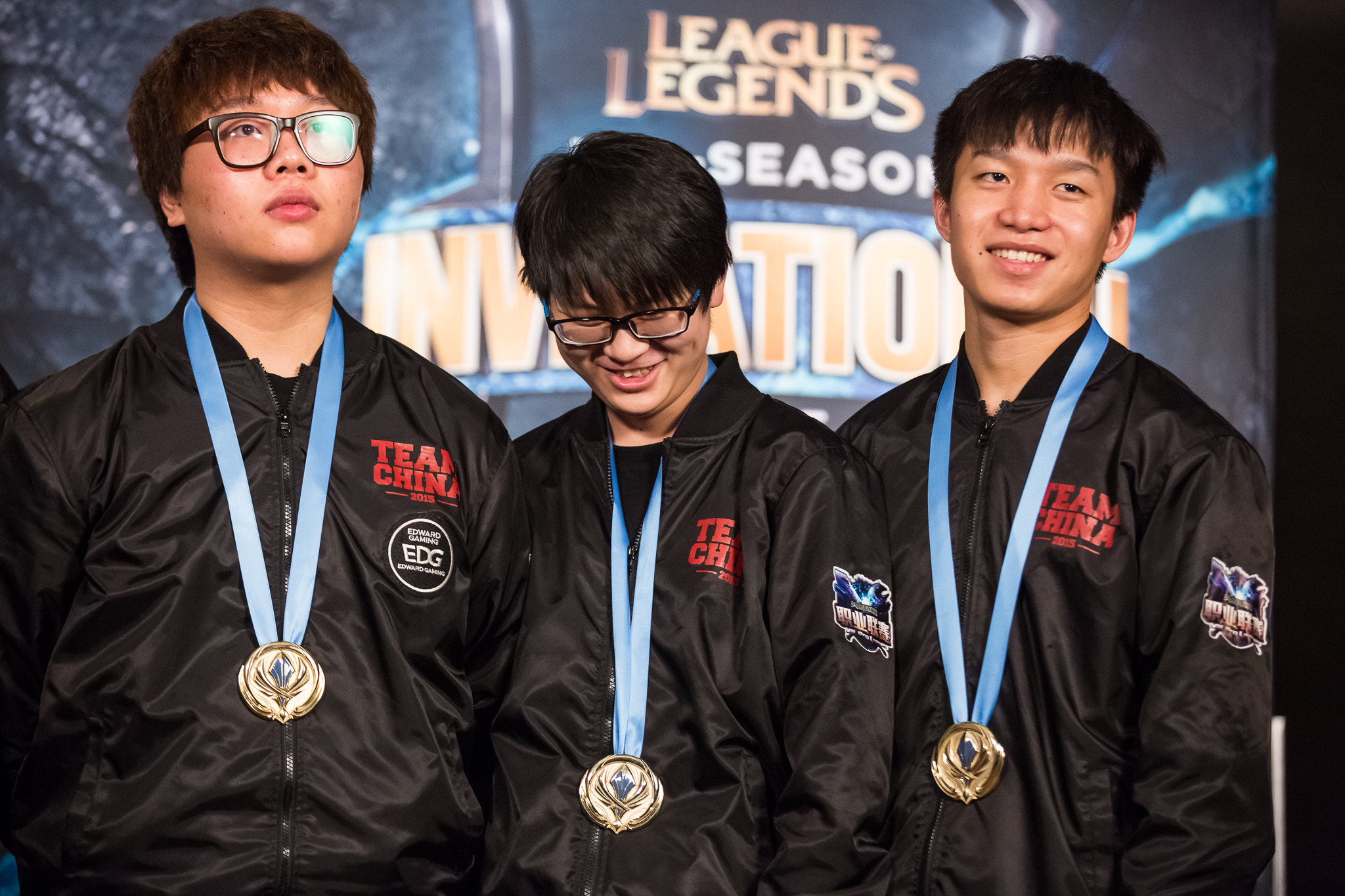
Edward Gaming beim MSI 2015
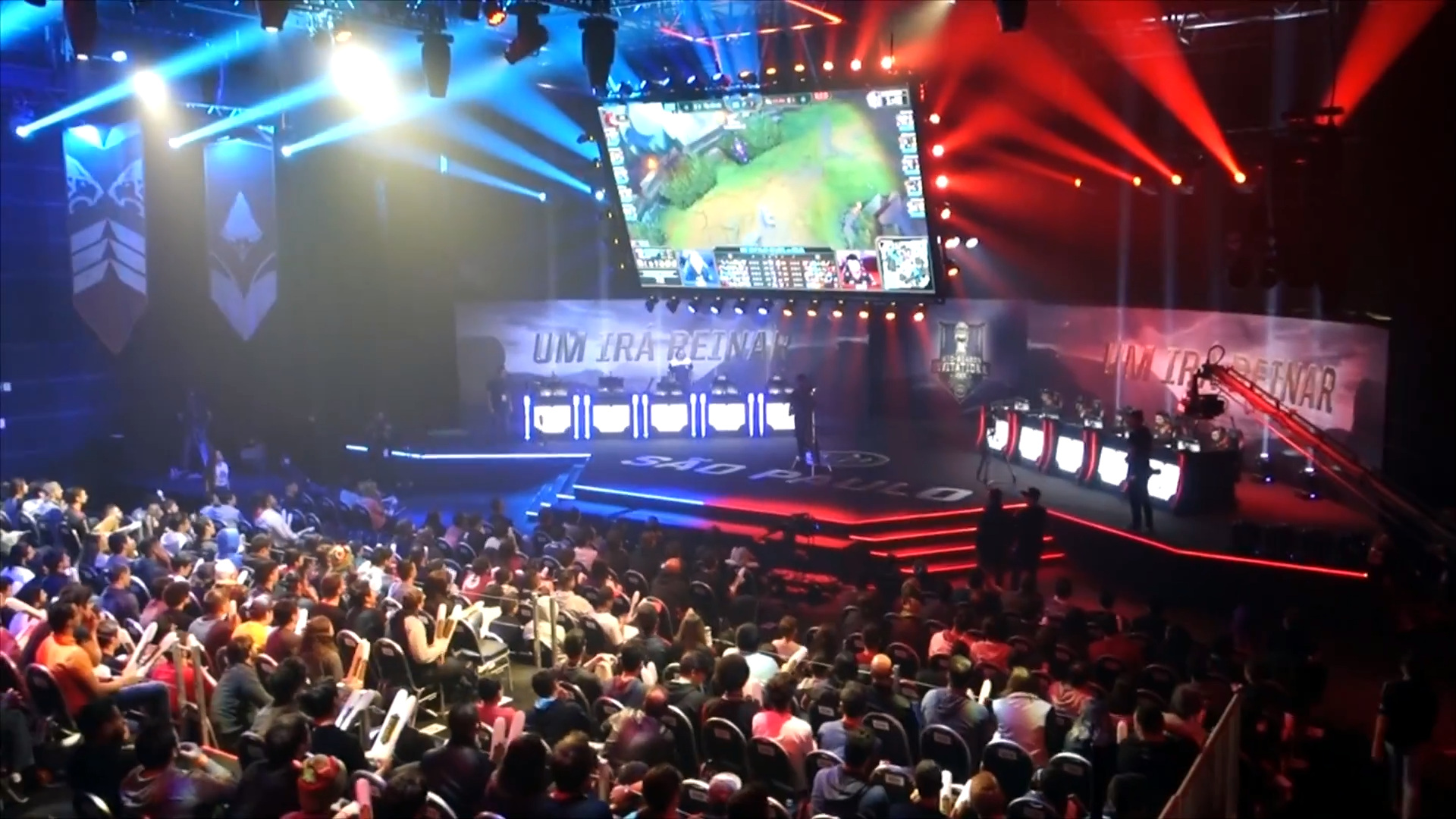
Vorrundenpartie (2017)
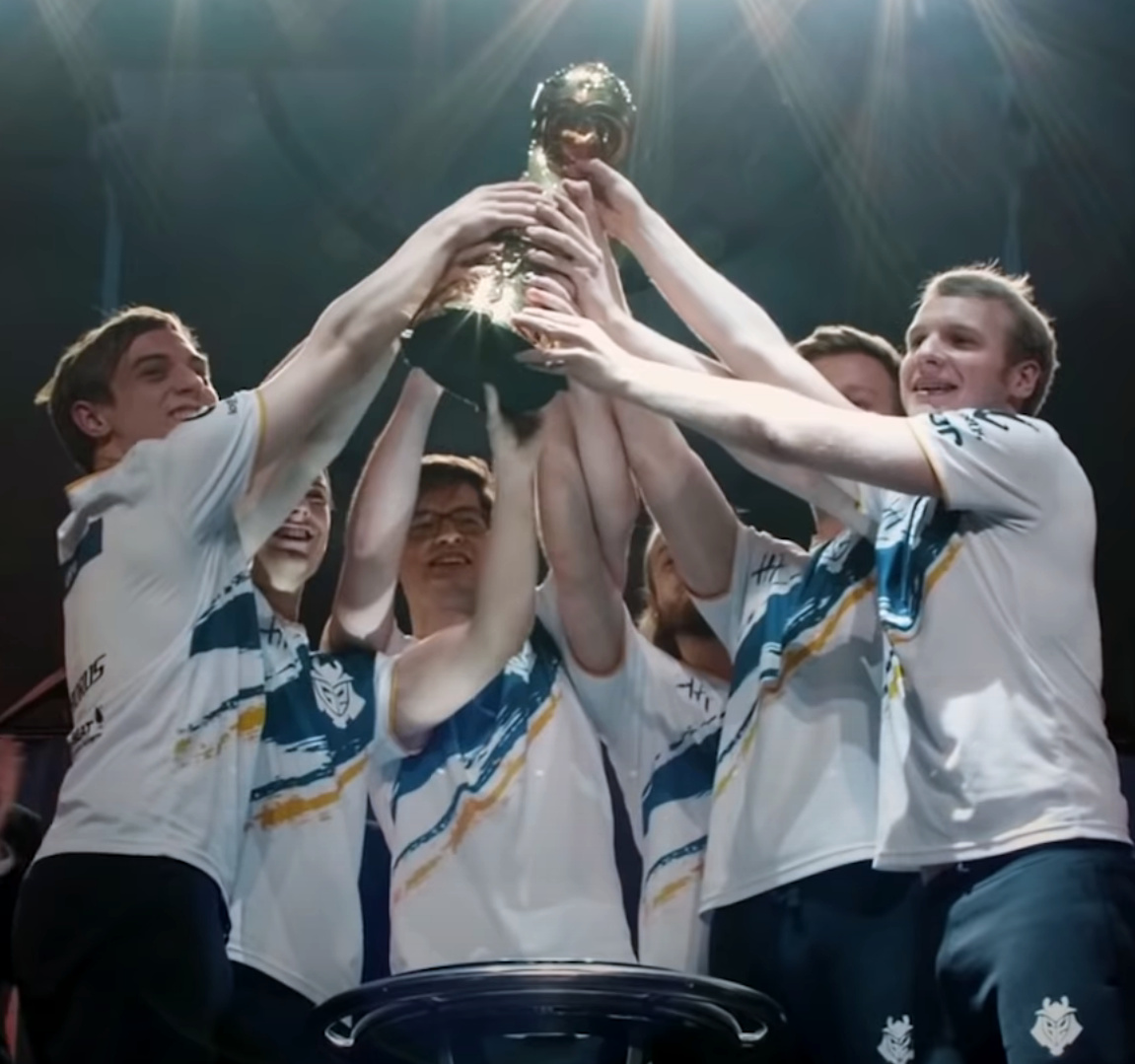
G2 Esports gewinnt das MSI 2019
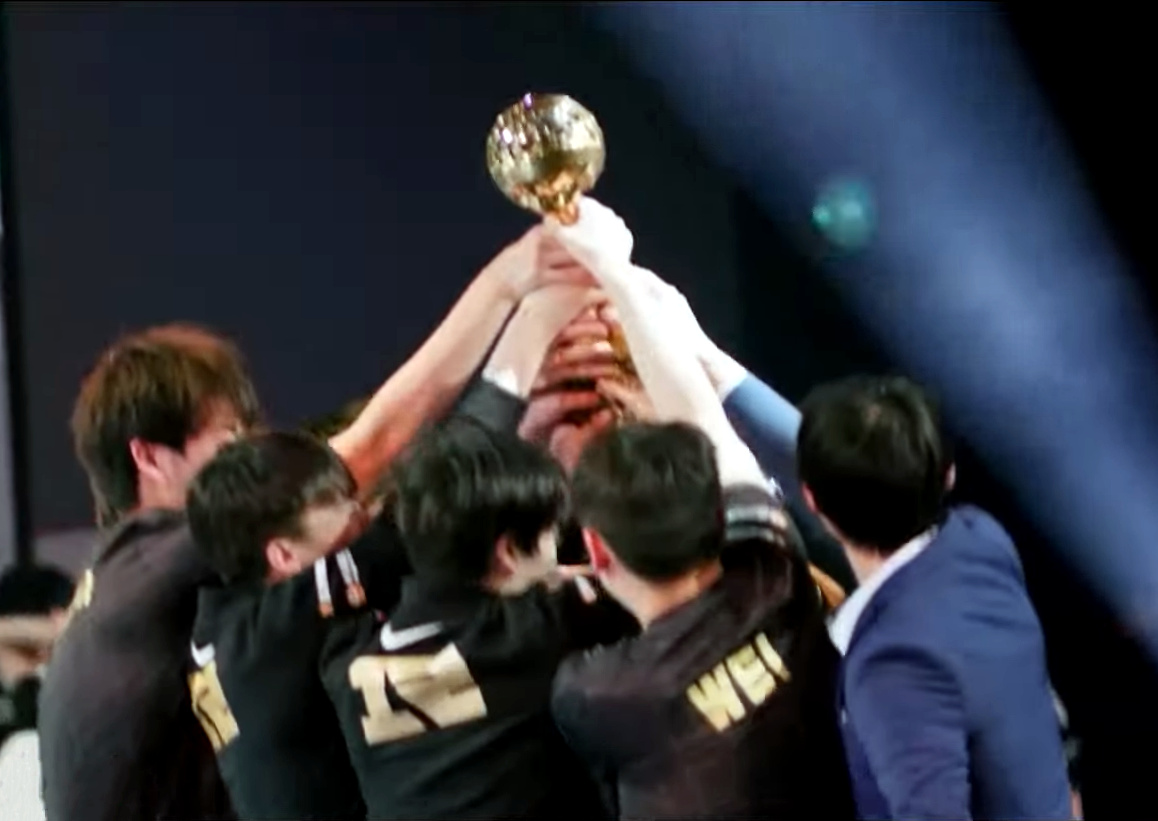
Royal Never Give Up mit dem Pokal 2021
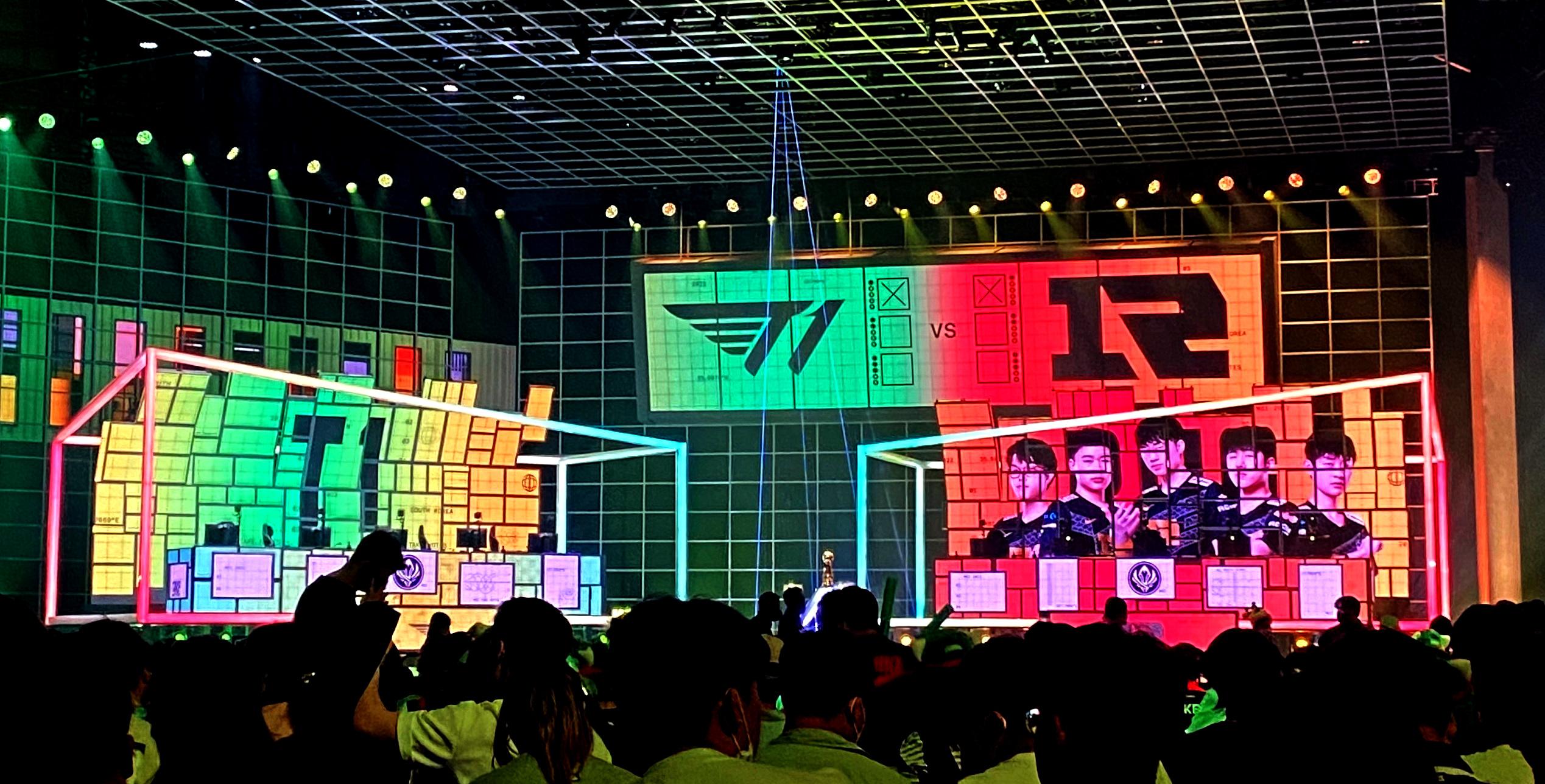
Partie zwischen T1 und RNG (2022)
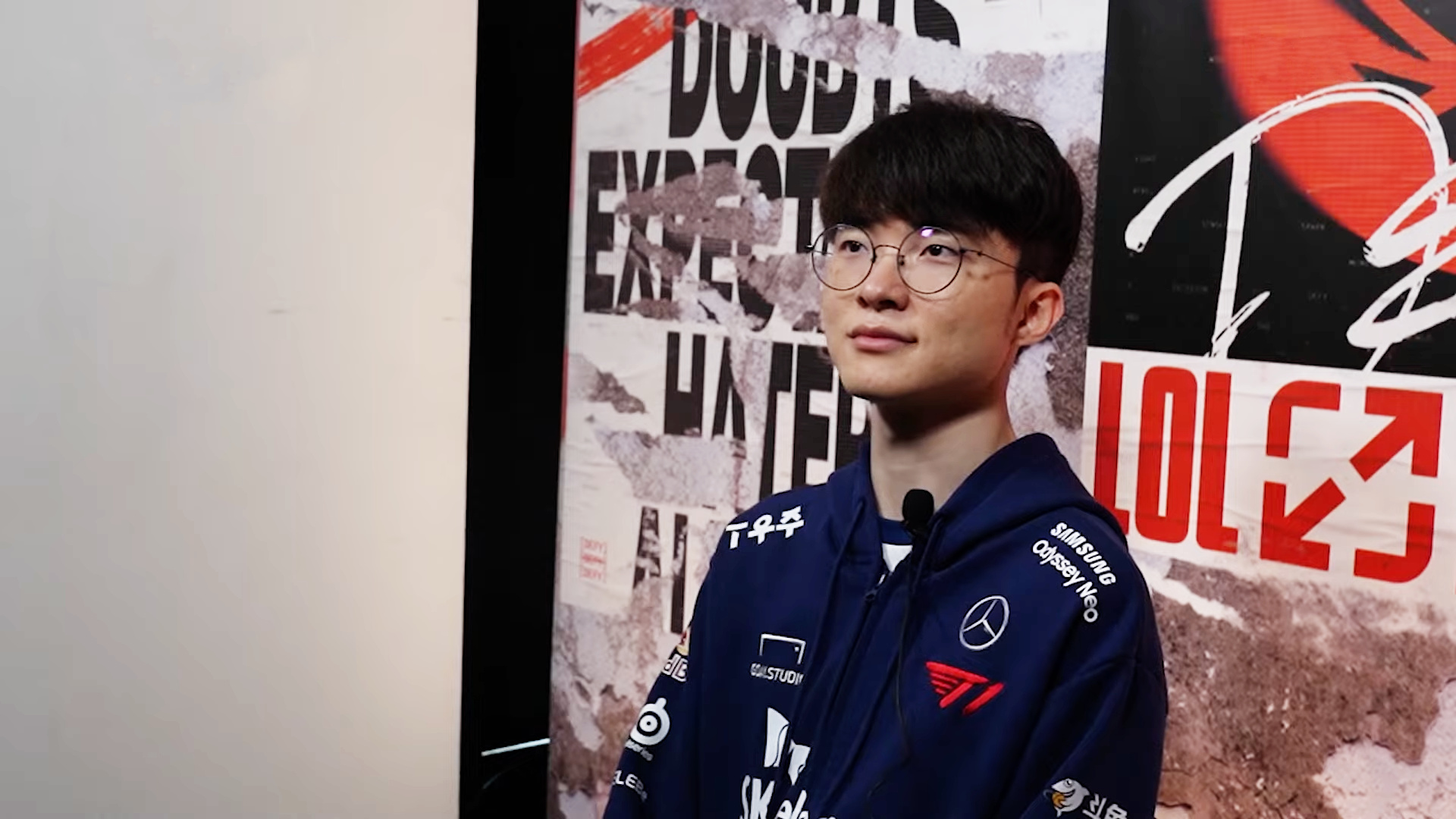
Lee „Faker“ Sang-hyeok beim MSI 2023